# Karczunek (Kacprowice)
Karczunek – część wsi Kacprowice w Polsce, położona w województwie mazowieckim, w powiecie radomskim, w gminie Wolanów.

W latach 1975–1998 Karczunek administracyjnie należał do województwa radomskiego.